# Ђорђе С. Којић
Ђорђе С. Којић (Закута код Краљева, 3. новембар 1860 — Закута, 18. децембар 1945) био је српски учитељ и публициста.

## Биографија
Ђорђе Којић је рођен 3. новембра 1860. године у селу Закута код Краљева, од оца Стевана и мајке Ранђије. Рођен је у земљорадничкој породици. У Закути је завршио основну школу, у Крагујевцу нижу гимназију, а у Београду Учитељску школу 1882. године. Још док је похађао Учитељску школу приступио је Народној радикалној странци. Као члан ове странке, често је због својих политичких убеђења био премештан са службом. Био је учитељ у Мокрој (1882-1884), Белој Паланци (1885), Наталинцима (1886), Закути (1887), Ћуприји (1888), Београду (1889-1893), Кладову (1894-1896), Смедереву (1897-1899), Крагујевцу (1900-1903). Поново је са службом био враћен у Београд 1904. године и као учитељ радио је у престоници до 1925. године. Исте године је био пензионисан као референт Министарства просвете.
Био је један од оснивача Учитељског друштва, члан његове праве и уредник његовог часописа Учитељ. Поред Учитељског удружења, био је један од оснивача и Учитељске задруге. Покренуо је и уређивао листове Породица (1892) и Светлост (1892-1893). Покренуо је и крагујевачки лист Просвета, а био је и један од његових сувласника. Објављивао је приказе, чланке и преводе са руског језика на теме из педагогије, психологије и методике. Писао је о уређењу основних школа, предавања из историје, српског језика и књижевности, поучне чланке, приче и песме из народне и уметничке књижевности. Писао је и за децу. Сарађивао је са часописима: Учитељ, Предавач, Дневни лист, Просветни гланик, Просвета, Опозиција, Женски свет, Мала Србадија, Српска школа, Наша народна школа, Нови васпитач, Ђачки напредак, Школски гласник, Нсародна просвета, Југословенске народне новине. Написао је и неколико уџбеника за основне школе. Са С. Станишићем уредио је Споменицу двадесетпетогодишњице живота и рада Учитељског удружења Краљевине Србије (1906).
Био је ожењен Вукосавом Којић (девојачко Ракић), која је била учитељица. пар је имао синове Владислава, који је постао дипломата, Михајла, који је постао инжењер и Бранислава, који је постао архитекта. Осим синова, имали су и кћер Анђелију.
За свој просветни и књижевни рад одликован је Орденима Светог Саве IV и V степена.
Којић је преминуо 18. децембра 1945. године у својој родној Закути.

## Дела
- Ослободиоци Србије, св. 2, Београд 1911.
- Здравац, поучна књига за младеж, Београд 1921.